# 7030 Коломбіні
7030 Коломбіні (7030 Colombini) — астероїд головного поясу, відкритий 18 грудня 1993 року.
Тіссеранів параметр щодо Юпітера — 3,445.